# 阿巴迪迪内瓦
阿巴迪迪内瓦是葡萄牙布拉加区的一个堂区。总面积6.96平方公里，总人口1869人，人口密度268.5人/平方公里。